# 김완 (의사)
김완(金完,  1957년 9월 28일 ~ )은 대한민국의 시인이자 의사이다.

## 경력
광주 출생. 전남대학교 의과대학 및 동 대학원을 졸업한 의학 박사이고 심장내과 전문의이다. 미국 앨라배마 버밍햄대학에서 연수했다. 광주보훈병원에서 30년 근무 후 정년으로 퇴임했으며 광주보훈병원 심장혈관센터장과 한국심초음파학회 회장과 호남순환기학회 회장과 대한노인병학회 광주전남지회 이사장, 대한내과학회 광주전남지회 회장을 역임했다. 현재 한국심초음파학회 학술지 편집위원 및 임원 추천 위원과 국립 심혈관센터 추진위원이다. 김완혈심내과의원 대표 원장, 한국작가회의 광주전남지부장을 역임하였다. 2009년 『시와 시학』으로 등단하였다. 시집 『그리운 풍경에는 원근법이 없다』, 『너덜겅 편지』, 『바닷속에는 별들이 산다』, 『지상의 말들』 https://www.khan.co.kr/opi.../column/article/202204250300095%5B깨진+링크(과거+내용+찾기)%5Dhttps://m.post.naver.com/viewer/postView.nhn?volumeNo=33570399&memberNo=28675830&fbclid=IwAR1IA1RXq2hRj3auR_hP-h6re0uPTQfnBXqBKpm3ST-PIy2BAuofYVpvKFw을 출간했다. 제4회 송수권 시문학상 남도시인상을 수상했다. 20220년 7월 26일, 민주 인권 평화를 지향하는 사단법인 광주평화포럼 대표(3대 이사장)로 선출, 시민과 함께 인권 생명평화운동을 펼치고 있는 (사)광주평화포럼(이사장 김완)이 <문명의 전환, 무엇을 할 것인가>등 활발한 활동을 하고 있다. 
출처 : 광주in(http://www.gwangjuin.com)되었다. http://www.gwangjuin.com/news/articleView.html?idxno=235296